# Lijst van afleveringen van Parks and Recreation
Dit is een lijst van afleveringen van de Amerikaanse sitcom Parks and Recreation, van de zender NBC, die debuteerde op 9 april 2009 in de Verenigde Staten. De laatste aflevering werd uitgezonden op 24 februari 2015.
Parks and Recreation heeft zeven seizoen uitgezonden, bestaande uit een totaal van 125 afleveringen.

## Seizoen 1
| Nr. in serie | Nr. in seizoen | Titel        | Regisseur            | Schrijver                    | Kijkcijfers VS (miljoen) | Uitzenddatum VS |  |
| ------------ | -------------- | ------------ | -------------------- | ---------------------------- | ------------------------ | --------------- |  |
| 1            | 1              | Pilot        | Greg Daniels         | Greg Daniels & Michael Schur | 6,77                     | 9 april 2009    |  |
| 2            | 2              | Canvassing   | Seth Gordon          | Rachel Axler                 | 5,29                     | 16 april 2009   |  |
| 3            | 3              | The Reporter | Jeffrey Blitz        | Daniel J. Goor               | 5,24                     | 23 april 2009   |  |
| 4            | 4              | Boys' Club   | Michael McCullers    | Alan Yang                    | 5,29                     | 30 april 2009   |  |
| 5            | 5              | The Banquet  | Beth McCarthy Miller | Tucker Cawley                | 4,64                     | 7 mei 2009      |  |
| 6            | 6              | Rock Show    | Michael Schur        | Norm Hiscock                 | 4,25                     | 14 mei 2009     |  |

## Seizoen 2
| Nr. in serie | Nr. in seizoen | Titel             | Regisseur         | Schrijver      | Kijkcijfers VS (miljoen) | Uitzenddatum VS   |  |
| ------------ | -------------- | ----------------- | ----------------- | -------------- | ------------------------ | ----------------- |  |
| 7            | 1              | Pawnee Zoo        | Paul Feig         | Norm Hiscock   | 5,00                     | 17 september 2009 |  |
| 8            | 2              | The Stakeout      | Seth Gordon       | Rachel Axler   | 4,22                     | 24 september 2009 |  |
| 9            | 3              | Beauty Pageant    | Jason Woliner     | Katie Dippold  | 4,63                     | 1 oktober 2009    |  |
| 10           | 4              | Practice Date     | Alex Hardcastle   | Harris Wittels | 4,97                     | 8 oktober 2009    |  |
| 11           | 5              | Sister City       | Michael Schur     | Alan Yang      | 4,69                     | 15 oktober 2009   |  |
| 12           | 6              | Kaboom            | Charles McDougall | Aisha Muharrar | 4,98                     | 22 oktober 2009   |  |
| 13           | 7              | Greg Pikitis      | Dean Holland      | Michael Schur  | 4,96                     | 29 oktober 2009   |  |
| 14           | 8              | Ron and Tammy     | Troy Miller       | Mike Scully    | 4,94                     | 5 november 2009   |  |
| 15           | 9              | The Camel         | Millicent Shelton | Rachel Axler   | 4,67                     | 12 november 2009  |  |
| 16           | 10             | Hunting Trip      | Greg Daniels      | Daniel J. Goor | 4,61                     | 19 november 2009  |  |
| 17           | 11             | Tom's Divorce     | Troy Miller       | Harris Wittels | 4,83                     | 3 december 2009   |  |
| 18           | 12             | Christmas Scandal | Randall Einhorn   | Michael Schur  | 4,90                     | 10 december 2009  |  |
| 19           | 13             | The Set Up        | Troy Miller       | Katie Dippold  | 4,59                     | 14 januari 2009   |  |
| 20           | 14             | Leslie's House    | Alex Hardcastle   | Daniel J. Goor | 4,35                     | 21 januari 2009   |  |
| 21           | 15             | Sweetums          | Dean Holland      | Alan Yang      | 4,87                     | 4 februari 2010   |  |
| 22           | 16             | Galentine's Day   | Ken Kwapis        | Michael Schur  | 4,98                     | 11 februari 2010  |  |
| 23           | 17             | Woman of the Year | Jason Woliner     | Norm Hiscock   | 4,64                     | 4 maart 2010      |  |
| 24           | 18             | The Possum        | Tristram Shapeero | Mike Scully    | 4,61                     | 11 maart 2010     |  |
| 25           | 19             | Park Safety       | Michael Trim      | Aisha Muharrar | 4,70                     | 18 maart 2010     |  |
| 26           | 20             | Summer Catalog    | Ken Whittingham   | Katie Dippold  | 4,49                     | 25 maart 2010     |  |
| 27           | 21             | 94 Meetings       | Tristram Shapeero | Harris Wittels | 4,03                     | 29 april 2010     |  |
| 28           | 22             | Telethon          | Troy Miller       | Amy Poehler    | 4,03                     | 6 mei 2010        |  |
| 29           | 23             | Master Plan       | Dean Holland      | Michael Schur  | 4,28                     | 13 mei 2010       |  |
| 30           | 24             | Freddy Spaghetti  | Jason Woliner     | Daniel J. Goor | 4,55                     | 20 mei 2010       |  |

## Seizoen 3
| Nr. in serie | Nr. in seizoen | Titel                        | Regisseur         | Schrijver                | Kijkcijfers VS (miljoen) | Uitzenddatum VS  |  |
| ------------ | -------------- | ---------------------------- | ----------------- | ------------------------ | ------------------------ | ---------------- |  |
| 31           | 1              | Go Big or Go Home            | Dean Holland      | Alan Yang                | 6,14                     | 20 januari 2011  |  |
| 32           | 2              | Flu Season                   | Wendey Stanzler   | Norm Hiscock             | 5,83                     | 27 januari 2011  |  |
| 33           | 3              | Time Capsule                 | Michael Schur     | Michael Schur            | 4,95                     | 3 februari 2011  |  |
| 34           | 4              | Ron & Tammy: Part 2          | Tucker Gates      | Emily Kapnek             | 5,03                     | 10 februari 2011 |  |
| 35           | 5              | Media Blitz                  | David Rogers      | Harris Wittels           | 4,33                     | 17 februari 2011 |  |
| 36           | 6              | Indianapolis                 | Randall Einhorn   | Katie Dippold            | 4,59                     | 24 februari 2011 |  |
| 37           | 7              | Harvest Festival             | Dean Holland      | Daniel J. Goor           | 4,08                     | 17 maart 2011    |  |
| 38           | 8              | Camping                      | Rob Schrab        | Aisha Muharrar           | 5,15                     | 24 maart 2011    |  |
| 39           | 9              | Andy and April's Fancy Party | Michael Trim      | Katie Dippold            | 5,16                     | 14 april 2011    |  |
| 40           | 10             | Soulmates                    | Ken Whittingham   | Alan Yang                | 4,88                     | 21 april 2011    |  |
| 41           | 11             | Jerry's Painting             | Dean Holland      | Norm Hiscock             | 4,71                     | 28 april 2011    |  |
| 42           | 12             | Eagleton                     | Nicole Holofcener | Emily Spivey             | 5,06                     | 5 mei 2011       |  |
| 43           | 13             | The Fight                    | Randall Einhorn   | Amy Poehler              | 4,55                     | 12 mei 2011      |  |
| 44           | 14             | Road Trip                    | Troy Miller       | Harris Mittels           | 3,54                     | 12 mei 2011      |  |
| 45           | 15             | The Bubble                   | Matt Sohn         | Greg Levine & Brian Rowe | 4,27                     | 19 mei 2011      |  |
| 46           | 16             | Li'l Sebastian               | Dean Holland      | Daniel J. Goor           | 3,72                     | 19 mei 2011      |  |

## Seizoen 4
| Nr. in serie | Nr. in seizoen | Titel                     | Regisseur                   | Schrijver         | Kijkcijfers VS (miljoen) | Uitzenddatum VS   |  |
| ------------ | -------------- | ------------------------- | --------------------------- | ----------------- | ------------------------ | ----------------- |  |
| 47           | 1              | I'm Leslie Knope          | Dan Goor                    | Troy Miller       | 4,11                     | 12 september 2011 |  |
| 48           | 2              | Ron and Tammys            | Norm Hiscock                | Randall Einhorn   | 4,33                     | 6 oktober 2009    |  |
| 49           | 3              | Born & Raised             | Aisha Muharrar              | Dean Holland      | 4,15                     | 6 oktober 2009    |  |
| 50           | 4              | Pawnee Rangers            | Alan Yang                   | Charles McDougall | 3,99                     | 13 oktober 2011   |  |
| 51           | 5              | Meet 'n' Greet            | Katie Dippold               | Wendey Stanzler   | 3,90                     | 27 oktober 2011   |  |
| 52           | 6              | End of the World          | Michael Schur               | Dean Holland      | 4,00                     | 3 november 2011   |  |
| 53           | 7              | The Treaty                | Harris Wittels              | Jorma Taccone     | 3,66                     | 20 november 2011  |  |
| 54           | 8              | Smallest Park             | Chelsea Peretti             | Nicole Holofcener | 3,68                     | 17 november 2011  |  |
| 55           | 9              | The Trail of Leslie Knope | Dan Goor & Michael Schur    | Dean Holland      | 3,69                     | 1 december 2011   |  |
| 56           | 10             | Citizen Knope             | Dave King                   | Randall Einhorn   | 3,64                     | 8 december 2011   |  |
| 57           | 11             | The Comeback Kid          | Mike Scully                 | Tucker Gates      | 4,09                     | 12 januari 2012   |  |
| 58           | 12             | Campaign Ad               | Alan Yang                   | Dean Holland      | 4,25                     | 19 januari 2012   |  |
| 59           | 13             | Bowling for Votes         | Katie Dippold               | Michael Trim      | 3,49                     | 26 januari 2012   |  |
| 60           | 14             | Operation Ann             | Aisha Muharrar              | Morgan Sackett    | 3,60                     | 2 februari 2012   |  |
| 61           | 15             | Dave Returns              | Harris Wittels              | Robert B. Weide   | 3,45                     | 16 februari 2012  |  |
| 62           | 16             | Sweet Sixteen             | Norm Hiscock                | Michael Schur     | 3,43                     | 23 februari 2012  |  |
| 63           | 17             | Campaign Shake-Up         | Dan Goor                    | Dan Goor          | 3,77                     | 1 maart 2012      |  |
| 64           | 18             | Lucky                     | Nick Offerman               | Troy Miller       | 3,66                     | 8 maart 2012      |  |
| 65           | 19             | Live Ammo                 | Dave King & Chelsea Peretti | Tristram Shapeero | 3,46                     | 19 april 2010     |  |
| 66           | 20             | The Debate                | Amy Poehler                 | Amy Poehler       | 3,17                     | 24 april 2012     |  |
| 67           | 21             | Bus Tour                  | Aisha Muharrar & Alan Yang  | Dean Holland      | 3,26                     | 1 mei 2012        |  |
| 68           | 22             | Win, Lose, or Draw        | Michael Schur               | Michael Schur     | 3,42                     | 8 mei 2012        |  |

## Seizoen 5
| Nr. in serie | Nr. in seizoen | Titel                        | Regisseur                     | Schrijver         | Kijkcijfers VS (miljoen) | Uitzenddatum VS   |  |
| ------------ | -------------- | ---------------------------- | ----------------------------- | ----------------- | ------------------------ | ----------------- |  |
| 69           | 1              | Ms. Knope Goes to Washington | Aisha Muharrar                | Dean Holland      | 3,50                     | 20 september 2012 |  |
| 70           | 2              | Soda Tax                     | Norm Hiscock                  | Kyle Newacheck    | 3,27                     | 27 september 2012 |  |
| 71           | 3              | How a Bill Becomes a Law     | Dan Goor                      | Ken Whittingham   | 3,53                     | 4 oktober 2012    |  |
| 72           | 4              | Sex Education                | Alan Yang                     | Craig Zisk        | 3,46                     | 18 oktober 2012   |  |
| 73           | 5              | Halloween Surprise           | Michael Schur                 | Dean Holland      | 3,34                     | 25 oktober 2012   |  |
| 74           | 6              | Ben's Parents                | Greg Levine                   | Dean Holland      | 3,46                     | 8 november 2012   |  |
| 75           | 7              | Leslie vs. April             | Harris Wittels                | Wendey Stanzler   | 3,52                     | 15 november 2012  |  |
| 76           | 8              | Pawnee Commons               | Alexandra Rushfield           | Morgan Sackett    | 2,99                     | 29 november 2012  |  |
| 77           | 9              | Ron and Diane                | Megan Amram & Aisha Muharrar  | Dan Goor          | 3,27                     | 6 december 2012   |  |
| 78           | 10             | Two Parties                  | Dave King                     | Dean Holland      | 3,92                     | 17 januari 2013   |  |
| 79           | 11             | Women in Garbage             | Harris Wittels                | Norm Hiscock      | 3,94                     | 24 januari 2013   |  |
| 80           | 12             | Ann's Decision               | Nate DiMeo                    | Ken Whittingham   | 3,76                     | 7 februari 2013   |  |
| 81           | 13             | Emergency Response           | Norm Hiscock & Joe Mande      | Dean Holland      | 3,18                     | 14 februari 2013  |  |
| 82           | 14             | Leslie and Ben               | Michael Schur & Alan Yang     | Craig Zisk        | 3,07                     | 21 februari 2013  |  |
| 83           | 15             | Correspondents' Lunch        | Alexandra Rushfield           | Nick Offerman     | 2,95                     | 21 februari 2013  |  |
| 84           | 16             | Bailout                      | Joe Mande                     | Craig Zisk        | 3,00                     | 14 maart 2013     |  |
| 85           | 17             | Partridge                    | Dave King                     | Tristram Shapeero | 2,93                     | 4 april 2013      |  |
| 86           | 18             | Animal Control               | Megan Amram                   | Craig Zisk        | 3,15                     | 11 april 2013     |  |
| 87           | 19             | Article Two                  | Matt Murray                   | Amy Poehler       | 3,35                     | 18 april 2013     |  |
| 88           | 20             | Jerry's Retirement           | Norm Hiscock & Aisha Muharrar | Nicole Holofcener | 3,34                     | 18 april 2013     |  |
| 89           | 21             | Swing Vote                   | Joe Mande & Alan Yang         | Alan Yang         | 2,59                     | 25 april 2013     |  |
| 90           | 22             | Are You Better Off?          | Michael Schur                 | Dean Holland      | 2,99                     | 2 mei 2013        |  |

## Seizoen 6
| Nr. in serie | Nr. in seizoen | Titel                               | Regisseur            | Schrijver                       | Kijkcijfers VS (miljoen) | Uitzenddatum VS   |  |
| ------------ | -------------- | ----------------------------------- | -------------------- | ------------------------------- | ------------------------ | ----------------- |  |
| 91           | 1              | London, Part 1                      | Dean Holland         | Michael Schur                   | 3,27                     | 26 september 2013 |  |
| 92           | 2              | London, Part 2                      | Dean Holland         | Michael Schur                   | 3,27                     | 26 september 2013 |  |
| 93           | 3              | The Pawnee-Eagleton Tip Off Classic | Nicole Holofcener    | Alan Yang                       | 3,14                     | 3 oktober 2013    |  |
| 94           | 4              | Doppelgängers                       | Jay Karas            | Donick Cary                     | 3,23                     | 10 oktober 2013   |  |
| 95           | 5              | Gin It Up!                          | Jorma Taccone        | Matt Murray                     | 3,27                     | 17 oktober 2013   |  |
| 96           | 6              | Filibuster                          | Morgan Sackett       | Harris Wittels                  | 3,03                     | 14 november 2013  |  |
| 97           | 7              | Recall Voice                        | Wendey Stanzler      | Aisha Muharrar                  | 3,03                     | 14 november 2013  |  |
| 98           | 8              | Fluoride                            | Michael Trim         | Matt Hubbard                    | 2,81                     | 21 november 2013  |  |
| 99           | 9              | The Cones of Dunshire               | Julie Anne Robinson  | Dave King                       | 2,81                     | 21 november 2013  |  |
| 100          | 10             | Second Chunce                       | Dean Holland         | Amy Poehler & Michael Schur     | 3,43                     | 9 januari 2014    |  |
| 101          | 11             | New Beginnings                      | Alan Yang            | Sam Means                       | 3,05                     | 16 januari 2014   |  |
| 102          | 12             | Farmers Market                      | Adam Scott           | Joe Mande                       | 2,98                     | 23 januari 2014   |  |
| 103          | 13             | Ann and Chris                       | Dean Holland         | Aisha Muharrar & Michael Schur  | 3,03                     | 30 januari 2014   |  |
| 104          | 14             | Anniversaries                       | Morgan Sackett       | Megan Amram                     | 2,52                     | 27 februari 2014  |  |
| 105          | 15             | The Wall                            | Ken Whittingham      | Jen Statsky                     | 2,95                     | 6 maart 2014      |  |
| 106          | 16             | New Slogan                          | Dean Holland         | Alan Yang & Sam Means           | 2,72                     | 13 maart 2014     |  |
| 107          | 17             | Galentine's Day                     | Beth McCarthy-Miller | Emma Fletcher & Rachna Fruchbom | 3,05                     | 20 maart 2014     |  |
| 108          | 18             | Prom                                | Ken Whittingham      | Matt Murray & Harris Wittels    | 2,67                     | 3 april 2014      |  |
| 109          | 19             | Flu Season 2                        | Nick Offerman        | Megan Amram & Dave King         | 2,56                     | 10 april 2014     |  |
| 110          | 20             | One in 8,000                        | Dean Holland         | Donick Cary & Joe Mande         | 2,39                     | 17 april 2014     |  |
| 111          | 21             | Moving Up, Part 1                   | Michael Schur        | Aisha Muharrar & Alan Yang      | 2,71                     | 24 april 2014     |  |
| 112          | 22             | Moving Up, Part 2                   | Michael Schur        | Aisha Muharrar & Alan Yang      | 2,71                     | 24 april 2014     |  |

## Seizoen 7
| Nr. in serie | Nr. in seizoen | Titel                                                  | Regisseur            | Schrijver                       | Kijkcijfers VS (miljoen) | Uitzenddatum VS  |  |
| ------------ | -------------- | ------------------------------------------------------ | -------------------- | ------------------------------- | ------------------------ | ---------------- |  |
| 113          | 1              | 2017                                                   | Dean Holland         | Alan Yang & Matt Murray         | 3,75                     | 13 januari 2015  |  |
| 114          | 2              | Ron & Jammy                                            | Dean Holland         | Harris Wittels                  | 3,25                     | 13 januari 2015  |  |
| 115          | 3              | William Henry Harrison                                 | Tom Magill           | Megan Amram                     | 3,87                     | 20 januari 2015  |  |
| 116          | 4              | Leslie and Ron                                         | Beth McCarthy-Miller | Michael Schur                   | 3,30                     | 20 januari 2015  |  |
| 117          | 5              | Gryzzlbox                                              | Amy Poehler          | Donick Cary                     | 3,48                     | 27 januari 2015  |  |
| 118          | 6              | Save JJ's                                              | Ken Whittingham      | Joe Mande                       | 2,97                     | 27 januari 2015  |  |
| 119          | 7              | Donna & Joe                                            | Ken Whittingham      | Aisha Muharrar                  | 3,45                     | 3 februari 2015  |  |
| 120          | 8              | Ms. Ludgate-Dwyer Goes to Washington                   | Morgan Sackett       | Dave King                       | 3,06                     | 10 februari 2015 |  |
| 121          | 9              | Pie-Mary                                               | Greg Daniels         | Emma Fletcher & Rachna Fruchbom | 2,47                     | 10 februari 2015 |  |
| 122          | 10             | The Johnny Karate Super Awesome Musical Explosion Show | Dean Holland         | Matt Hubbard                    | 2,94                     | 17 februari 2015 |  |
| 123          | 11             | Two Funerals                                           | Craig Zisk           | Jen Statsky                     | 2,47                     | 17 februari 2015 |  |
| 124          | 12             | One Last Ride, Part 1                                  | Michael Schur        | Michael Schur & Amy Poehler     | 4,15                     | 24 februari 2015 |  |
| 125          | 13             | One Last Ride, Part 2                                  | Michael Schur        | Michael Schur & Amy Poehler     | 4,15                     | 24 februari 2015 |  |